# Буксгевдены
Буксге́вдены (нем. Buxhoeveden, надпись на гербе: Buxhoewden) — графский и древний дворянский род остзейского дворянства, к которому принадлежал основатель Риги — Альберт Буксгевден.

## Происхождение и история рода
Многодетный род Буксгевденов происходит из Бексхёфеде (поселения в составе современной общины Локсштедт, район Куксхафен, Нижняя Саксония), где впервые упоминается (1185). Буксгевдены были в числе первых крестоносцев, прибывших в Ливонию после начала северных крестовых походов, и основавших Ливонский орден.
Альберт Буксгевден, каноник бременский, прибыл в Ливонию вместе со своими братьями и свояками (1198), считается основателем Риги (1200),  назначен папой Римским первым рижским епископом. В 1224 году он возведён был в достоинство имперского князя, вместе со своим братом Германом, епископом дерптским.
От другого брата, Иоганна (нем. Johannes de Beckeshovede), происходят графы и дворяне Буксгевдены, а их сестра Хильдегунде вышла замуж за фогта Энгельберта Тизенгузена, основателя рода Тизенгаузенов.
Буксгевдены пользуются сходным гербом с родом Роппов, вместе с которыми являются одними из немногих сохранившихся до настоящего времени родов первых крестоносцев.

## Графы Буксгевдены
Граф Буксгевден происходил из благородной фамилии Буксгевденов, которая, как из свидетельства, данная от Эзельского дворянства явствует, в самые древнейшие языческие времена была в Бременском и Верденском герцогствах, владела (до 1980) большими поместными деревнями, откуда эта фамилия перешла в Лифляндию и один из оной, Герман Буксгевден, был при датском короле канцлером и епископом на Эзеле, а другой, Иоган Буксгевден, ландратом и полковником. Потом представители рода от королей датских и шведских жалованы в наследство деревнями. Это доказывается хранящимися в Герольдии копией диплома, пожалованного от прусского короля Фридриха-Вильгельма (18 декабря 1795) графу Буксгевдену на графское достоинство и дворянской родословной книгою, присланной из С-Петербургского дворянского собрания. 
По указу императора Павла I (05 апреля 1797), повелено род графа Буксгевдена ввести в число графов Российской империи.

## Известные представители
- Буксгевден, Альберт (1165—1229) — рижский епископ, основатель Риги.
- Буксгевден, Александр Анатольевич — российский государственный деятель, граф, чиновник особых поручений при московском генерал-губернаторе.
- Буксгевден, Екатерина Филипповна (Татаринова; 1783—1856) — российский религиозный деятель.
- Буксгевден, Иван Филиппович (1774—1812) — российский военный, полковник, командир Астраханского гренадерского полка, герой Бородинского сражения.
- Буксгевден, Карл Карлович (1856—1935) — российский дипломат, посланник в Копенгагене в 1910—1917 годах.
- Буксгевден, Отто Оттович (1839—1907) — российский правовед.
- Буксгевден, Пётр Фёдорович (1792—1863) — российский жандармский генерал-лейтенант, сенатор.
- Буксгевден, София Карловна (1883—1956) — фрейлина российский императрицы Александры Фёдоровны.
- Буксгевден, Рейнгольд фон (?—1557) — Эзель-Викский епископ.
- Буксгевден, Фёдор Фёдорович (1750—1811) — российский генерал времён наполеоновских войн.

## Описание герба графской ветви

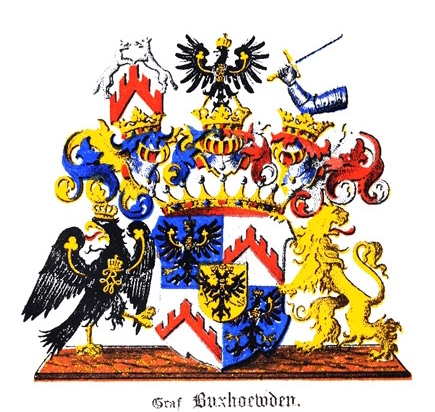
Герб российского графа Буксгевдена

Щит разделён на четыре равные части, из них в первой и четвёртой в голубом поле изображены по одному стоящему королевско-прусскому орлу, увенчанных коронами, имеющих языки красные, носы и ноги золотые и в крыльях стебель трилистника. Во второй и третьей частях в серебряном поле красные стропила с пятью на них зубцами.
Щит покрыт графской короной, на которой имеются три серебряных открытых, с красной подкладкой, украшенных клейнодами рыцарских шлема с дворянскими на них коронами; из которых на среднем виден в первой и четвёртой частях изображённый орёл. На правом шлеме красное стропило, у него на зубцах видны две серебряные лисицы, бегущие одна к другой навстречу. Из левого шлема выходит рука в латах, вооружённая мечом. Щит держат чёрный прусский орёл и золотой лев с красным высунутым языком и с поднятым хвостом. Намёт на щите с правой стороны золотой с голубым, а с левой серебряный с красным цветом.
5 апреля 1797 года, по указу императора Павла I повелено род графа Буксгевдена ввести в число графов Российской империи. В герб прибавлен в середине малый золотой щит с изображением Российского чёрного орла, на груди которого находится имя Государя императора Павла I.
Герб рода графа Буксгевдена внесён в Часть 1 Общего гербовника дворянских родов Всероссийской империи, стр. 32.